# Henryk Jałocha
Henryk Zenon Jałocha (ur. 22 grudnia 1946) – polski piłkarz, trener piłkarski.
Jałocha występował na pozycji bramkarza. Był wychowankiem ŁKS Łódź, grał także w Cracovii, Stali Rzeszów, Stali Mielec oraz kanadyjskim Toronto Falcons. Po zakończeniu kariery piłkarskiej trener m.in. Stali Mielec, Igloopolu Dębica oraz Unii Tarnów i Tarnovii.